# 흑야
"흑야"는 1975년 공개된 대한민국의 영화이다.

## 배역
- 고은아
- 이정길
- 박근형
- 정소녀